# Markus Rooth
Markus Rooth, né le 22 décembre 2001, est un athlète norvégien, spécialiste du décathlon.
En 2024 il devient champion olympique, succédant au Canadien Damian Warner. 

## Biographie
Le 1er mai 2022, il s'empare du record de Norvège du décathlon détenu par Martin Roe en totalisant 8 307 points lors de l'évènement Multistars de Grosseto. Il devance son compatriote Sander Skotheim, qui lui aussi bat l'ancien record.
En 2023 il devient champion d'Europe U23 avec un nouveau record national à 8 608 pts, tandis que Skotheim prend la 2e place.
En 2024 il remporte le titre aux Jeux olympiques de Paris, grâce notamment à un record personnel établi à la perche, tandis que les deux favoris, Sander Skotheim et le Canadien Damian Warner, ne réussissaient pas à franchir de barre. Son total de 8 796 pts constitue le nouveau record de Norvège.

## Palmarès
| Date | Compétition                                  | Lieu     | Résultat | Épreuve     | Temps     |
| ---- | -------------------------------------------- | -------- | -------- | ----------- | --------- |
| 2017 | Festival olympique de la jeunesse européenne | Györ     | Séries   | 110 m haies | DNF       |
| 2017 | Festival olympique de la jeunesse européenne | Györ     | 2e       | 4×100 m     | 41 s 79   |
| 2018 | Championnats d'Europe jeunesse               | Györ     | 7e       | Décathlon   | 7 253 pts |
| 2019 | Championnats d'Europe juniors                | Borås    | 3e       | Décathlon   | 7 692 pts |
| 2021 | Championnats d'Europe espoirs                | Tallinn  | 3e       | Décathlon   | 7 967 pts |
| 2023 | Championnats d'Europe espoirs                | Espoo    | 1er      | Décathlon   | 8 608 pts |
| 2023 | Championnats du monde                        | Budapest | 8e       | Décathlon   | 8 491 pts |
| 2024 | Jeux olympiques                              | Paris    | 1er      | Décathlon   | 8 796 pts |